# Santana de Cataguases
Santana de Cataguases este un oraș în Minas Gerais (MG), Brazilia.